# La Pierre Turquaise

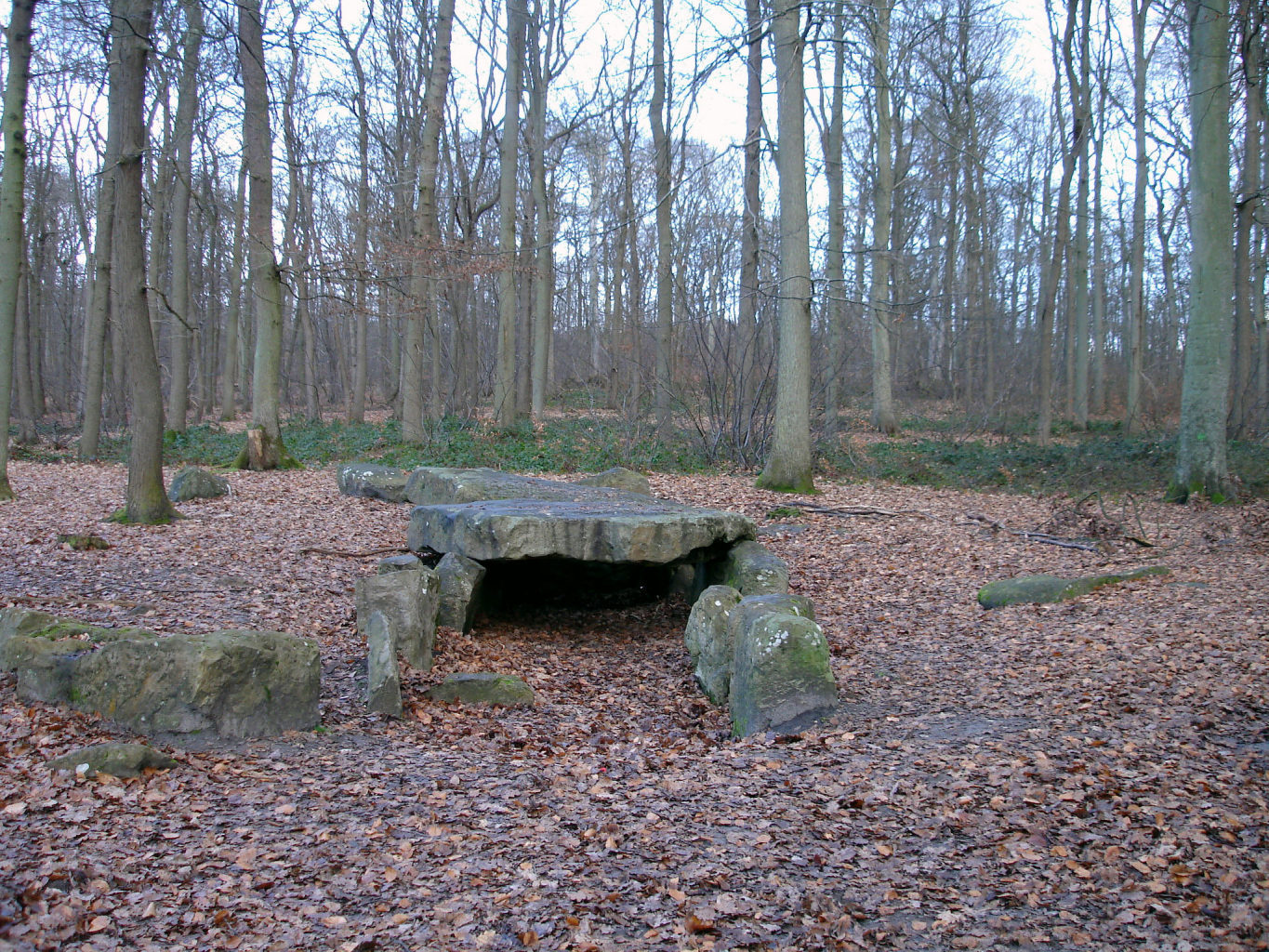
La Pierre Turquaise

La Pierre Turquaise ist das eindrucksvollste der erhaltenen Monumente im Forêt de Carnelle und die größte Megalithanlage der Region um Paris. Das bei Presles, nördlich von Paris im Tal der Oise gelegene Waldgebiet ist 975 ha groß und hat seinen Namen vom keltischen Wort „carn“, das Stein oder Steinhügel bedeutet.
La Pierre Turquaise ist ein Galeriegrab mit einer Länge von etwa 12,0 m. Die Höhe der Deckenplatte beträgt 1,7 m, die Breite der Anlage etwa 2,5 m. Die Anlage hat einen antenartigen Vorbau, der aus zwei Seitensteinen und einer gebrochenen Deckenplatte besteht. Die Kammer besteht aus acht seitlichen Tragsteinen, dem Endstein dem Frontstein und vier Decksteinen. Die Galerie gehört zu den bekanntesten Anlagen der endneolithischen Seine-Oise-Marne-Kultur, (3100–2000 v. Chr.) Den Zugang zur Galerie bildet eine durchbohrte Platte mit einem Seelenloch, das sich durch einen Steinstöpsel verschließen ließ.

## Name
Der Name „Pierre Turquaise“ (wahrscheinlich übersetzbar mit „Türkenstein“) wurde 1727 erstmals urkundlich erwähnt. Er beruht wahrscheinlich auf der Gleichsetzung der Türken mit Heiden und bedeutet, dass es sich um ein „Bauwerk der Heiden“ handeln soll. Bereits im Jahr 1274 wurde die auffällige „Allée couverte“ in einem Rechtsstreit zwischen der Abtei von Saint-Denis und Landbesitzern in Presles schriftlich erwähnt.

## Forschungsgeschichte
Der Prince de Conti, zu dessen Besitzungen der Wald gehörte und der eine Kunst- und Kuriositätensammlung besaß, ließ Mitte des 18. Jahrhunderts dort graben. Man sagt jedoch, er habe nichts gefunden und die Galerie dann als Unterschlupf für seine Jagdhunde benutzt. Danach diente sie Holzfällern als Unterstand. Für den Ausbau der Stadt Paris im 19. Jahrhundert wurden viele Steinmonumente der Gegend abgetragen und die Steine zur Pflasterung der Straßen verwendet. Der französische Archäologe Alexandre Hahn (1814–1861), der Anthropologe Gustave Millescamps de Chaumontel (1827–1891) und der Abbé Jean-Baptiste Grimot untersuchten und beschrieben die Anlage. Letzterer sorgte 1887, als rund zwei Drittel aller Anlagen im Wald bereits zerstört waren, für die Unterschutzstellung des Megalithdenkmals.
La Pierre Turquaise war im Jahre 1985 Gegenstand eines Sprengstoff-Attentats. In der Nacht vom 14. zum 15. Dezember wurden die Deckplatten durch eine heftige Explosion emporgehoben und brachen mehrfach, als sie wieder zurückfielen. Auch der Trilith am Eingang der Hauptkammer wurde beschädigt, nicht jedoch die Skulpturen an den beiden Tragsteinen. Danach wurde die Galerie restauriert und die Fundamente verstärkt, damit das Bauwerk nicht weiter in den Waldboden absinkt.

## Die Göttin der Toten
Eine Charakteristik dieser Galerie ist die innen, auf beiden Platten des Eingangs der Hauptkammer dargestellte „Déesse des Morts“, (die Göttin der Toten). Die Göttin wird als plastische Darstellung zweier Brüste und einer Halskette erkannt. Nur sieben weitere Exemplare der Göttin sind in Frankreich bekannt. Sie ist den Anlagen von Crec’h Quillé, Dampsmesnil, Kerguntuil, Mougau-Bihan, Prajou-Menhir und La Maison des Feins und Guiry en Vexin vertreten.
Ein Duplikat des Monuments aus Gips befindet sich im Museum von Saint-Germain-en-Laye.

## Der Menhir
Der Menhir von Saint-Martin-du-Tertre steht im Wald von Carnelle, etwa 200 m südöstlich des Dolmens. Es ist ein quaderförmiger Sandsteinblock mit einer Höhe von 1,30 m und einer Breite von 1,9 m und einer Dicke von 0,50 m. Eine Untersuchung an seinem Fuß ergab, dass er 0,4 m eingetieft ist.

## Monumente im Val d’Oise, bei Presles
- Dolmen de la Pierre Plate, am Rande des Waldes von L’Isle-Adam
- Allée couverte Le Blanc Val, auf dem Plateau
- Coffre de Bellevue (dt. „Koffer von Bellevue“), wurde in den Park des Schlosses Bellevue versetzt